# Vultures 1
VULTURES 1 es el álbum debút de estudio lanzado el 9 de febrero de 2024 por elsupergrupo de hip hop estadounidense ¥$, compuesto por los DJs y raperos Kanye West y Ty Dolla Sign. El álbum tiene apariciones especiales de YG, Playboi Carti, Travis Scott, Freddie Gibbs, Quavo, Chris Brown, India Love, Nipsey Hussle, Lil Durk, Bump J, Rich the Kid, J. Rey Soul, y North, la hija de West. La producción estuvo a cargo de West y Ty Dolla Sign, entre otros. Es el primer volumen de la trilogía "Vultures" entre Kanye West y Ty Dolla Sign. También es el primer álbum de estudio independiente de West.
Vultures fue objeto de burlas a finales de 2023 bajo el título de marcador de posición ¥$, y se anunciaron varios eventos de escucha en la promoción del álbum, incluido un evento de escucha en varios estadios y un concierto en Reggio Emilia, Italia, los cuales todos fueron cancelados. La canción principal, que presenta a Bump J y Lil Durk, fue lanzada el 22 de noviembre de 2023 como sencillo principal. 
La lista de canciones del álbum fue revelada el 8 de diciembre de 2023. Dos días después, West hizo una vista previa del álbum para los fanáticos en un restaurante en Wynwood, Florida, donde reveló el título del álbum y su fecha de lanzamiento. Dos días después, West y Ty Dolla Sign realizaron un evento de escucha titulado "Vultures Rave".

## Trasfondo
El 25 de agosto de 2023, NBC News informó que West había estado trabajando en su música durante todo el verano y planeaba lanzar un nuevo álbum, diciendo que "nueva música llegará pronto". El 13 de octubre de 2023, Billboard informó que West y Ty Dolla Sign estaban planeando lanzar un álbum colaborativo, y estaban buscando sellos discográficos para su distribución, ya que las discográficas se habían distanciado de West debido a sus comentarios antisemitas ampliamente publicitados a finales de 2022. El álbum aparentemente se había retrasado porque Universal Music Group, la empresa matriz de Def Jam Recordings, el sello anterior de West, declaró que ya no trabajaban con él. A mediados de octubre, West y Ty Dolla Sign fueron vistos en estudios de grabación en Italia junto a otros artistas. Según los informes, se planeó un concierto conjunto para el 20 de octubre en el RCF Arena en Reggio Emilia, pero más tarde se canceló.
En una publicación de Instagram del 23 de octubre de 2022, Ty Dolla Sign confirmó la existencia del álbum, y también anunció un "evento de escucha en múltiples estadios" que se llevaría a cabo el 3 de noviembre de 2022 para promocionar el álbum, similar a las fiestas de escucha que West organizó durante el lanzamiento de su décimo álbum de estudio, Donda (2021). La publicación contenía un fondo negro con un texto blanco que decía "¥$". Antes de los eventos, West y Ty Dolla Sign fueron vistos en Riad, Arabia Saudita, lo que llevó a algunos fanáticos a especular que los eventos tendrían lugar allí. Los eventos fueron cancelados y los planes del dúo de lanzar el álbum esa noche fueron descartados. Los fanáticos compararon los repetidos retrasos y cancelaciones con Yandhi, un álbum de West que se suponía que se lanzaría en 2018 antes de retrasarse un año y finalmente lanzarse con el nombre de Jesus Is King.
Durante una actuación a principios de noviembre de 2023, Ty Dolla Sign declaró que acababa de volar desde Arabia Saudita, donde estaba trabajando con West en su próximo álbum, y dijo que "llegaría muy pronto". También aparecieron en redes sociales videos de West y Ty Dolla Sign grabando con el rapero estadounidense Lil Baby en Arabia Saudita. Más tarde, se publicaron imágenes que muestran a West trabajando en un "entorno desolado rodeado de poco, excepto sillas y tiendas de campaña".
El productor discográfico británico Fred Again, reprodujo fragmentos de una canción entre West y Ty Dolla Sign en un club, aparentemente proviniendo de su proyecto colaborativo. El 17 de noviembre de 2023, DJ Pharris hizo una vista previa de la canción principal, y del primer y único sencillo del álbum, que presenta a los raperos estadounidenses Bump J y Lil Durk, en su programa de radio, que se lanzó cinco días después, marcando la primera colaboración de West y Ty Dolla como ¥$. Ty Dolla Sign publicó una lista de canciones escrita a mano para el proyecto en su cuenta de Instagram el 8 de diciembre de 2023. Más tarde, esa noche, West hizo una vista previa de la canción de apertura, «Everybody», que incluía una muestra de la canción de los Backstreet Boys, «Everybody (Backstreet's Back)».
El 10 de diciembre de 2023, Ty Dolla Sign anunció un evento de escucha titulado "Vultures Rave", que se celebró dos días después en Sunrise, Florida. Ese mismo día, el rapero estadounidense Playboi Carti reveló que West lo había invitado a actuar en el Vultures Rave. Más tarde, West tocó canciones del álbum en un restaurante en Wynwood, Florida, revelando colaboraciones con el cantante estadounidense Chris Brown y los raperos Future y Young Thug. En el evento, West reveló el título del álbum, Vultures, y dijo que se lanzaría el 15 de diciembre. En el Vultures Rave, West tocó 10 temas de Vultures, con presentaciones en vivo de Chris Brown, Offset, Kodak Black, Lil Durk, Bump J, Freddie Gibbs y North, la hija de West. Hubo dificultades técnicas que les impidieron hacer una vista previa de más canciones del álbum. West enfrentó críticas por usar un traje negro con capucha en el Vultures Rave, y varios comentaristas notaron su similitud con los uniformes tradicionales del Ku Klux Klan. West ha evocado previamente imágenes del Ku Klux Klan para su sencillo "Black Skinhead" (2013), aunque Trace William Cowen, de Complex, señaló que el contexto de las imágenes ha cambiado desde entonces debido a los elogios de West hacia Adolf Hitler en 2022. Calos de Loera, del Los Angeles Times, opinó que el atuendo de West sirvió para amplificar sus comentarios antisemitas y otras creencias incendiarias.
El 14 de diciembre, West envió un mensaje de texto a Nicki Minaj pidiéndole permiso para incluir «New Body» en el álbum; más tarde rechazó esto en una transmisión en vivo de Instagram: "Con respecto a Kanye: ese tren salió de la estación, ¿ok? Sin faltarle el respeto de ninguna manera. Acabo de sacar un álbum nuevo. ¿Por qué sacaría una canción que lleva tres años disponible? ¡Vamos chicos!". De acuerdo con TMZ, a través de un video publicado en redes sociales, West bromeó sobre el hecho de que Minaj retrasaría el lanzamiento del disco. Pero sobre todo, dijo muy enojado a quienes asistieron a la fiesta de escucha de Vultures en Las Vegas que: "Hice que esa chica (refiriéndose a Nicki) reescribiera su verso 3 veces para «Monster». Apoyé su carrera. Así que no sé lo que es”.
Luego del lanzamiento del primer volumen de la trilogía de Vultures, confirmaron el lanzamiento del segundo volumen para el 8 de marzo de 2024, y el tercer volumen para el 5 de abril de 2024. 

## Arte de la portada

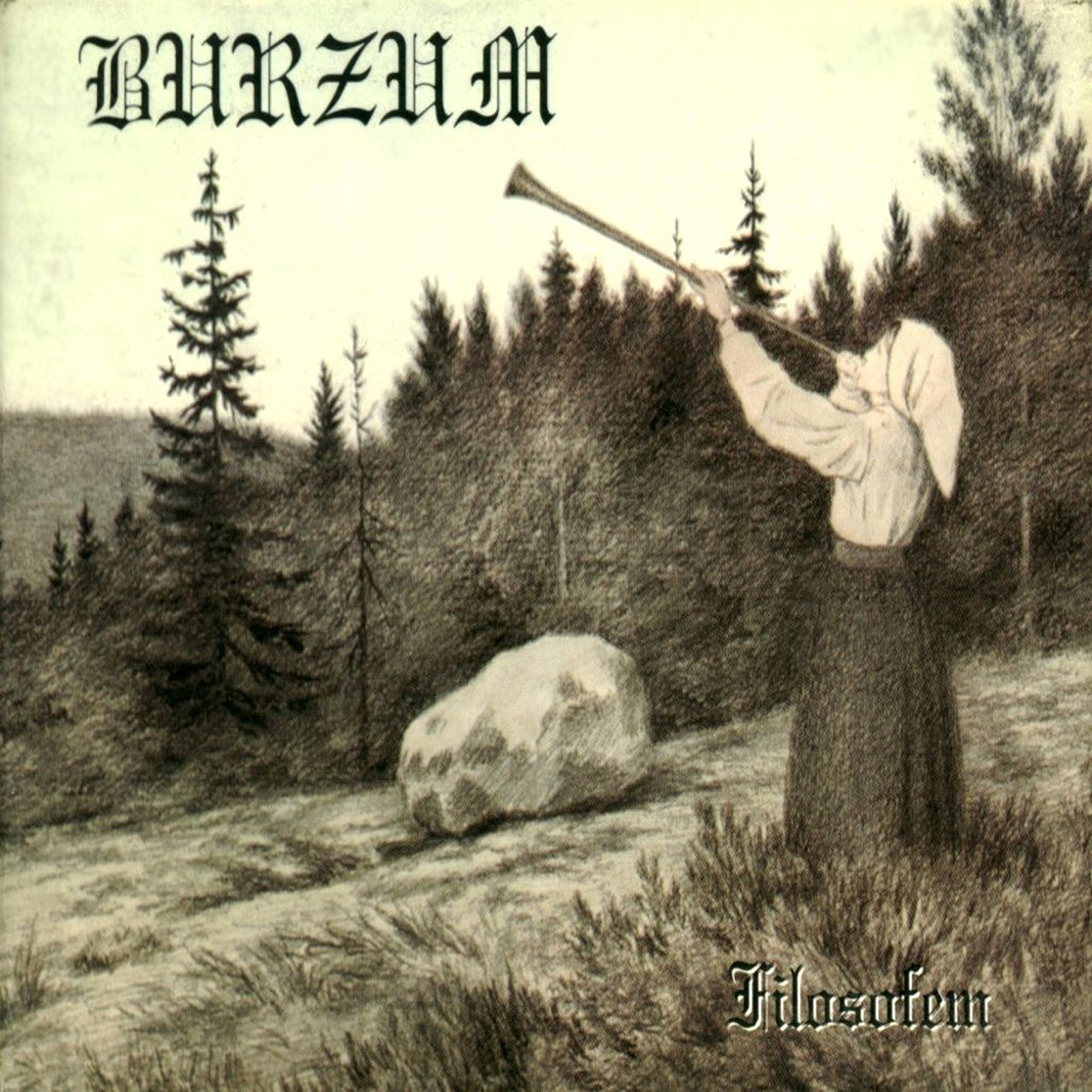
La portada de Vultures ha sido comparada con la del álbum Filosofem (1993) de Burzum, siendo a su vez una obra de nombre "Op under Fjeldet toner en Lur" realizada por el pintor noruego Theodor Kittelsen.

La portada de Vultures consiste en una pintura de Caspar David Friedrich de 1835, Paisaje con tumbas, con el título del álbum y el subtítulo "Volumen 1" en fuente Gregorian negra. Una imagen que originalmente se creía que era la portada del álbum, que consistía en una versión monocromática de Paisaje con tumbas centrada en un fondo negro con el título del álbum mostrado en fuente Gregorian blanca. Se reveló el 11 de diciembre de 2023, cuando Playboi Carti publicó un intercambio de iMessage donde le enviaron esa versión.
La portada final fue revelada el 12 de diciembre de 2023 por Ty Dolla Sign en una publicación de Instagram. Escribiendo para HipHopDX, Sam Moore describió la portada como "vinculada al nazismo", destacando el estatus de Friedrich como artista favorito de Adolf Hitler; Moore observó además que la tipografía de la portada recordaba a la utilizada en el album Filosofem de Burzum, el proyecto solista de black metal fundada por el neonazi Varg Vikernes. The Guardian y The Independent también informaron sobre la comparación con Burzum y la adoración de Hitler por Friedrich.

## Lista de canciones
| VULTURES 1 |                                                 |          |  |
| N.º        | Título                                          | Duración |  |
| 1.         | «STARS»                                         | 1:55     |  |
| 2.         | «KEYS TO MY LIFE (feat. India Love»             | 2:54     |  |
| 3.         | «PAID»                                          | 3:15     |  |
| 4.         | «TALKING (feat. North West)»                    | 3:05     |  |
| 5.         | «BACK TO ME (feat. Freddie Gibbs & Quavo)»      | 4:55     |  |
| 6.         | «HOODRAT»                                       | 3:42     |  |
| 7.         | «DO IT (feat. Nipsey Hussle & YG)»              | 3:45     |  |
| 8.         | «PAPERWORK (feat. Quavo)»                       | 2:25     |  |
| 9.         | «BURN»                                          | 1:51     |  |
| 10.        | «FUK SUMN (feat. Playboi Carti & Travis Scott)» | 3:29     |  |
| 11.        | «VULTURES (feat. Lil Durk & Bump J)»            | 4:36     |  |
| 12.        | «CARNIVAL (feat. Playboi Carti & Rich the Kid)» | 4:24     |  |
| 13.        | «BEG FORGIVENESS (feat. Chris Brown)»           | 6:08     |  |
| 14.        | «GOOD (DON'T DIE)»                              | 3:19     |  |
| 15.        | «PROBLEMATIC»                                   | 3:14     |  |
| 16.        | «KING»                                          | 2:36     |  |
| 55:40      |                                                 |          |  |